# ミフラーン家
ミフラーン家（Mihrān、パフラヴィー語：𐭬𐭨𐭥𐭠𐭭）は、中世イランの重要な貴族であり、サーサーン朝の七大貴族の1つ。この家系の一支流は、カフカス・アルバニア王国のミフラーン系王統とKaltliのChosroid王朝を形成した。

## 歴史
ミフラーン家は、サーサーン朝の第2代王であるシャープール1世の政治、軍事、宗教活動について語るKa'ba-ye Zartoshtの3世紀半ばの3か国語碑文において始めて言及される。この家系はサーサーン朝時代を通して代々シャフレ・レイの「支配者（margraves）」の地位にあった。ミフラーン家に属する幾人かの人間が、ビザンツ帝国とサーサーン朝の戦争で将軍を務めた。ギリシア語の史料ではシンプルに「Mihran 」や「mirranēs（Μιρράνης）」という名前で言及されている。実際、プロコピウスは著書『戦史』において、ミフラーンという家系の名前は将軍に相当する称号であると考えている。
ミフラーン家出身の著名な将軍には次のような人物がいる。アナスタシア戦争、ダラの戦いにおける最高司令官ペロゼス（ペーローズ）。アルメニアでビザンツ帝国と戦ったGolon Mihran。ホスロー2世に対するクーデターを主導し、短期間の間（590から591年まで）王位を主張したバハラーム・チョービン。ビザンツ帝国とサーサーン朝の間で戦われた最後の戦争の司令官であり、後に王位簒奪者となったシャフルバラーズなどである。
4世紀の間に、この家族の分流といわれる家系がイベリア（Chosroids）、Gogarene、アルバニア（Gardman、ミフラーン朝）というカフカス地方の3つの王国の王位を獲得した。
遥か後の時代、9世紀と10世紀にイランの大部分を支配したサーマーン朝は、バハラーム・チョービンの後裔、ミフラーン家の末裔としての地位を主張したが 、これが事実かは不明である。